# Domaine de Yoshida
 (septembre 2016).

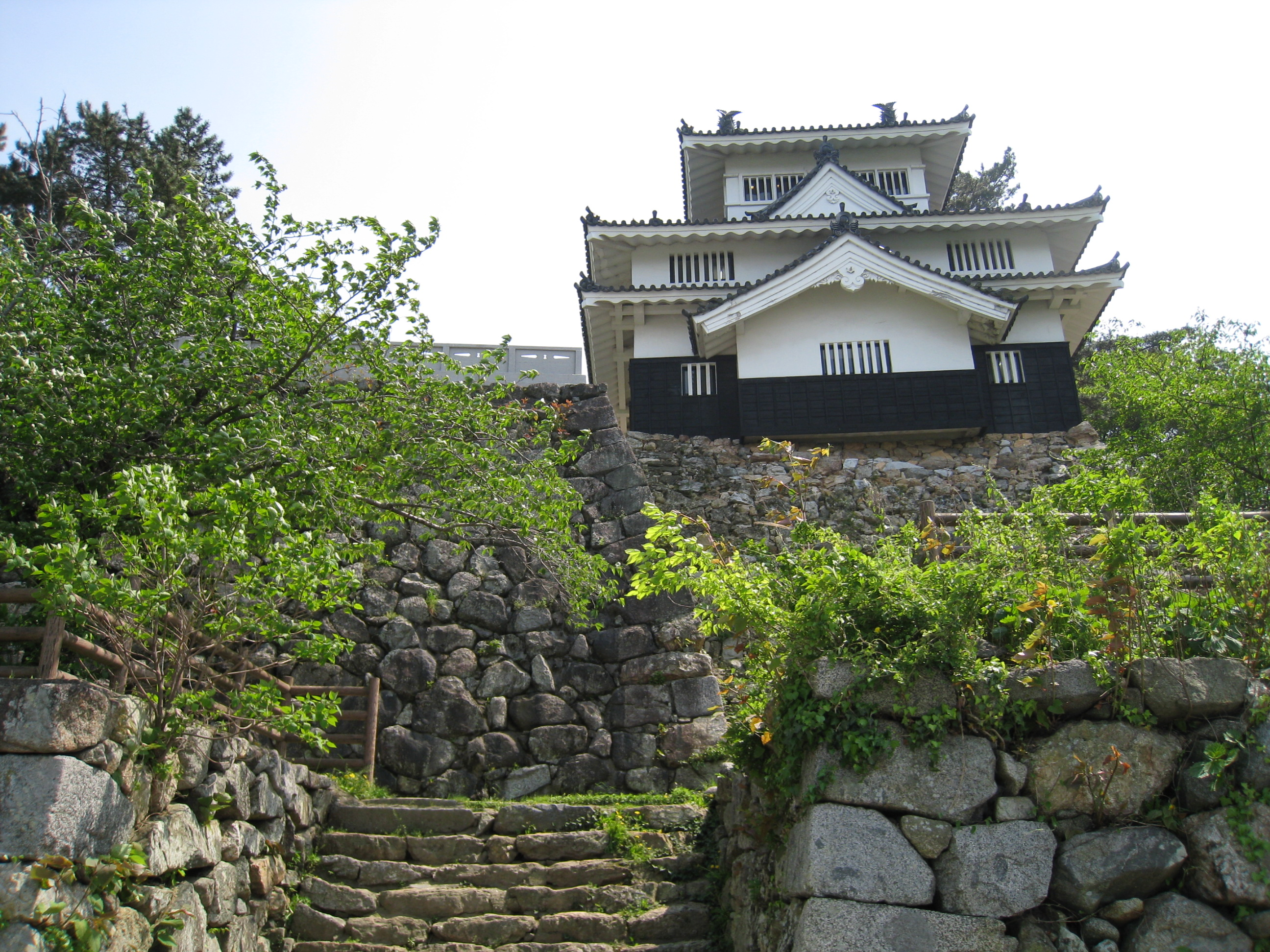
Château de Yoshida, centre du domaine de Yoshida.

Le domaine de Yoshida (吉田藩, Yoshida-han) est un domaine féodal japonais de l'époque d'Edo situé dans l'est de la province de Mikawa, de nos jours préfecture d'Aichi. Son quartier général se trouve au château de Yoshida dans ce qui est à présent la ville de Toyohashi. Plusieurs fudai daimyo différents le gouvernent tout au long de la période Edo avant qu'il passe finalement aux mains du clan Matsudaira (Ōkōchi). Juste avant sa dissolution, le domaine change de nom et devient le domaine de Toyohashi (豊橋藩, Toyohashi-han).

## Histoire
À la suite du siège d'Odawara en 1590, Toyotomi Hideyoshi transfère Tokugawa Ieyasu dans la région de Kantō et donne une partie de ses anciens territoires dans l'est de Mikawa à Terumasa Ikeda. Celui-ci développe la jōkamachi (ville-château) autour du château de Yoshida et entreprend un grand et ambitieux programme d'extension du château lui-même. Mais après la bataille de Sekigahara, il est réaffecté au château de Himeji et quitte Yoshida avant même que tenshu (donjon central) soit terminé.
À la suite de la création du shogunat Tokugawa, Yoshida devient le centre du domaine. Les terres ont une valeur stratégiques du fait de leur emplacement. C'est également une station du Tōkaidō reliant Edo à Kyoto ainsi qu'un port fluvial et maritime.
Après l'établissement du shogunat, le château de Yoshida devient le centre du domaine de Yoshida,  domaine féodal qui occupe une situation stratégique sur le Tōkaidō entre Edo et Nagoya. Le domaine est attribué à plusieurs clans différents de fudai daimyo jusqu'à ce que le clan Matsudaira (Nagasawa-Ōkōchi) en prenne possession en 1752 et y demeure en résidence jusqu'à la restauration de Meiji.
Nobuhisa Matsudaira, le dernier daimyō de Yoshida, occupe un nombre important de postes au sein du gouvernement de la période du Bakumatsu. Avec la guerre de Boshin, les samouraïs du domaine sont profondément divisés quant à savoir quel camp ils doivent servir. Mais la chute du domaine de Nagoya aux mains des forces pro-impériales en février 1868 contraint le gouverneur à rendre le château sans résistance au gouvernement de Meiji en mars 1868. À cause d'une possible confusion avec le domaine d'Iyo-Yoshida, le nom du domaine est changé en « domaine de Toyohashi » en juin 1869.
Après la fin du conflit et l'abolition du système han en juillet 1871, le domaine de Toyohashi devient la préfecture de Toyohashi qui fusionne en novembre 1871 avec la préfecture de Nukata à la brève existence, laquelle est plus tard intégrée dans la préfecture d'Aichi.

## Liste des daimyōs
- Clan Matsudaira (Takenoya) (fudai daimyo) 1600-1612

| # | Nom                            | Dates     | Titre  | Rang                    | Revenus     |
| - | ------------------------------ | --------- | ------ | ----------------------- | ----------- |
| 1 | Matsudaira Iekiyo (松平 家清)  | 1600-1610 | 玄蕃頭 | 5e inférieur (従五位下) | 30 000 koku |
| 2 | Matsudaira Tadakiyo (松平忠清) | 1610-1612 | 玄蕃頭 | 5e inférieur (従五位下) | 30 000 koku |

- Clan Matsudaira (Fukōzu) (fudai daimyo) 1612-1632

| # | Nom                             | Dates     | Titre  | Rang                    | Revenus     |
| - | ------------------------------- | --------- | ------ | ----------------------- | ----------- |
| 1 | Matsudaira Tadatoshi (松平忠利) | 1612-1632 | 主殿頭 | 5e inférieur (従五位下) | 30 000 koku |
| 2 | Matsudaira Tadafusa (松平忠房)  | 1632-1632 | 主殿頭 | 5e inférieur (従五位下) | 30 000 koku |

- Clan Mizuno (fudai daimyo) 1632-1645

| # | Nom                         | Dates     | Titre  | Rang                    | Revenus     |
| - | --------------------------- | --------- | ------ | ----------------------- | ----------- |
| 1 | Mizuno Tadakiyo (水野忠清)  | 1632-1642 | 隼人正 | 5e inférieur (従五位下) | 40 000 koku |
| 2 | Mizuno Tadayoshi (水野忠善) | 1642-1645 | 大監物 | 5e inférieur (従五位下) | 45 000 koku |

- Clan Ogasawara (fudai daimyo) 1645-1697

| # | Nom                                 | Dates     | Titre             | Rang                    | Revenus              |
| - | ----------------------------------- | --------- | ----------------- | ----------------------- | -------------------- |
| 1 | [Ogasawara Tadatomo ] 小笠原忠知 () | 1645-1663 | Oki-no-kami       | 5e inférieur (従五位下) | 45 000 → 40 000 koku |
| 2 | Ogasawara Naganori (小笠原長矩)     | 1663-1678 | Yamashiro-no-kami | 5e inférieur (従五位下) | 40 000 koku          |
| 3 | Ogasawara Nagasuke (小笠原長祐)     | 1678-1690 | Oki-no-kami       | 5e inférieur (従五位下) | 40 000 koku          |
| 4 | Ogasawara Nagashige (小笠原長重)    | 1690-1697 | Sado-no-kami      | 4e inférieur (従四位下) | 40 000 koku          |

- Clan Kuze (fudai daimyo) 1697-1705

| # | Nom                       | Dates     | Titre          | Rang                    | Revenus     |
| - | ------------------------- | --------- | -------------- | ----------------------- | ----------- |
| 1 | Kuze Shigeyuki (久世重之) | 1697-1705 | Yamato-no-kami | 4e inférieur (従四位下) | 50 000 koku |

- Clan Makino (fudai daimyo) 1705-1712

| # | Nom                        | TDates    | Titre         | Rang                    | Revenus     |
| - | -------------------------- | --------- | ------------- | ----------------------- | ----------- |
| 1 | Makino Nariharu (牧野成春) | 1705-1707 | Bizen-no-kami | 4e inférieur (従四位下) | 80 000 koku |
| 2 | Makino Narinaka (牧野成央) | 1707-1712 | Bingo-no-kami | 5e inférieur (従五位下) | 80 000 koku |

- Clan Matsudaira (Nagasawa-Ōkōchi) (fudai daimyo) 1712-1729

| # | Nom                            | Dates     | Titre       | Rang                    | Revenus     |
| - | ------------------------------ | --------- | ----------- | ----------------------- | ----------- |
| 1 | Matsudaira Nobutoki (松平信祝) | 1712-1729 | Izu-no-kami | 4e inférieur (従四位下) | 70 000 koku |

- Clan Matsudaira (Honjō) (fudai daimyo) 1729-1749

| # | Nom                             | Dates     | Titre         | Rang                    | Revenus     |
| - | ------------------------------- | --------- | ------------- | ----------------------- | ----------- |
| 1 | Matsudaira Sukenori (松平 資訓) | 1729-1749 | Bungo-no-kami | 5e inférieur (従五位下) | 70 000 koku |

- Clan Matsudaira (Nagasawa-Ōkōchi) (fudai daimyo) 1752-1871

| # | Nom                              | Dates     | Titre       | Rang                    | Revenus     |
| - | -------------------------------- | --------- | ----------- | ----------------------- | ----------- |
| 1 | Matsudaira Nobunao (松平信復)    | 1752-1768 | Izu-no-kami | 5e inférieur (従五位下) | 70 000 koku |
| 2 | Matsudaira Nobuiya (松平信礼)    | 1768-1770 | Izu-no-kami | 5e inférieur (従五位下) | 70 000 koku |
| 3 | Matsudaira Nobuakira (松平 信明) | 1770-1817 | Izu-no-kami | 4e inférieur (従四位下) | 70 000 koku |
| 4 | Matsudaira Nobuyori (松平信順)   | 1817-1842 | Izu-no-kami | 4e inférieur (従四位下) | 70 000 koku |
| 5 | Matsudaira Nobutomi (松平信宝)   | 1842-1844 | Izu-no-kami | 5e inférieur (従五位下) | 70 000 koku |
| 6 | Matsudaira Nobuaki (松平信璋)    | 1844-1849 | Izu-no-kami | 5e inférieur (従五位下) | 70 000 koku |
| 7 | Matsudaira Nobuhisa (松平 信古)  | 1849-1871 | Izu-no-kami | 5e inférieur (従五位下) | 70 000 koku |

## Source de la traduction
- (en) Cet article est partiellement ou en totalité issu de l’article de Wikipédia en anglais intitulé « Yoshida Domain » (voir la liste des auteurs).